# Веданаягам Піллеї
Веданаягам Піллеї (வேதநாயகம் பிள்ளை, 11 жовтня 1826 —†21 липня 1889) — тамільський поет та письменник-романіст.

## Життєпис
Походив з викладацької родини. Народився у м.Тіручирапаллі (сучасний штат Тамілнаду). Отримав початкову домашню освіту. Згодом вивчив англійську мову. Після здобуння класичної освіти у школи був призначений архіваріусом, потім перекладачем до міського суду. За час своєї роботи також вивчив санскрит, латину та французьку мову.
У 1856 році отримує посаду мунші у Маюрамі (сучасне м. Маяварам), на який служив до 1879 року. Водночас все більше уваги приділяв літературній діяльності. Останні роки життя приділяв просуванню соціальних реформ та літературі.

## Творчість
Усього у доробку Піллеї 16 романів. Найвідомішим є роман «Життя Праталі Мудаліяр» (1879 рік), де розповідь ведеться від імені головного героя, вихідця із заможної брахманської родини. Автор кожного зі своїх героїв робить носієм однієї якоїсь чесноти (любов до батьків, вірність дружбі, самозречення); неймовірні сюжетні ситуації перебиваються сентенціями про користь освіти, необхідності жіночої емансипації.
Був автором численних пісень тамільською мовою з домішкою санскриту, що мали світський, народний характер. Найпопулярніші увійшли до збірки «Сарва Самаясамараса Кіртанаігал».